# Jean Marzollo
Jean Marzollo (Condado de Hartford, 24 de junho de 1942 - Cold Spring, 10 de abril de 2018), nascida Jean Martin, foi uma escritora de literatura infantil e ilustradora estadunidense.
Nascida e criada em Connecticut, Marzollo formou-se na Manchester High School em 1960. Quando estava na Universidade de Connecticut foi membro da Kappa Alpha Theta, fraternidade internacional de letras gregas para mulheres.
Jean Marzollo escreveu mais de 100 livros, incluindo a série I Spy, mais vendida e premiada para crianças, escrita completamente em ritmo e rima. Foi casada com Claudio Marzollo. Morreu de causas naturais em 2018 no Condado de Putnam, em Nova Iorque.